# Río Hondo (Panama)
Río Hondo è un comune (corregimiento) della Repubblica di Panama situato nel distretto di Las Tablas, provincia di Los Santos. Si estende su una superficie di 32,2 km² e conta una popolazione di 206 abitanti (censimento 2010).